# Oleada de tornados en Estados Unidos del 25-28 de abril de 2011
Una  oleada de tornados comenzó el 25 de abril de 2011, afectando al Sur y Este de Estados Unidos con destrucción catastrófica, especialmente a través de Alabama. La oleada produjo destructivos tornados en Alabama, Arkansas, Georgia, Misisipi, Carolina del Norte, Tennessee y Virginia y afectó severamente otras áreas en todo el Sur y Este de los Estados Unidos, con tornados confirmados desde Texas a Nueva York. Generalizados y destructivos tornados ocurrieron en cada día de la oleada hasta ahora, aunque probablemente no tan grandes o numerosos, el 28 de abril.
Hasta el 6 de mayo de 2011, por lo menos 340 personas murieron como resultado del tornado, todas a excepción de cinco de las muertes ocurridas el 27 de abril. 249 de las muertes solo en el estado de Alabama habían sido confirmadas por la administración de desastres hasta la mañana del 30 de abril. El 27 de abril fue el día más mortífero de tornados en los Estados Unidos desde el tornado tri-estatal de 1925, y el segundo día más mortífero de tornados desde 1950. 330 tornados confirmados se han formado en cuatro días, incluyendo 292 en 16 estados el 27 de abril.

## Tornados
| Confirmado Total | Confirmado EF0 | Confirmado EF1 | Confirmado EF2 | Confirmado EF3 | Confirmado EF4 | Confirmado EF5 |
| 336              | 110            | 134            | 54             | 23             | 11             | 4              |

### 25 de abril
| Lista de tornados reportados – Lunes, 25 de abril de 2011                             | Lista de tornados reportados – Lunes, 25 de abril de 2011 | Lista de tornados reportados – Lunes, 25 de abril de 2011 | Lista de tornados reportados – Lunes, 25 de abril de 2011 | Lista de tornados reportados – Lunes, 25 de abril de 2011 | Lista de tornados reportados – Lunes, 25 de abril de 2011 | Lista de tornados reportados – Lunes, 25 de abril de 2011 |
| ------------------------------------------------------------------------------------- | --------------------------------------------------------- | --------------------------------------------------------- | --------------------------------------------------------- | --------------------------------------------------------- | --------------------------------------------------------- | --- |
| EF#                                                                                   | Ubicación                                                 | Condado                                                   | Coord.                                                    | Tiempo (UTC)                                              | Longitud del recorrido                                    | Comentarios/Daños |
| Tennessee                                                                             |                                                           |                                                           |                                                           |                                                           |                                                           | |
| EF?                                                                                   | Collierville                                              | Shelby                                                    | 35°04′N 89°41′O / 35.06, -89.68                           | 17:40                                                     | desconocido                                               | Tornado reportado por las autoridades, daños reportados |
| EF?                                                                                   | Bartlett                                                  | Shelby                                                    | 35°13′N 89°50′O / 35.22, -89.84                           | 17:41                                                     | desconocido                                               | Tornado reportado por las autoridades |
| EF?                                                                                   | SO de Alamo                                               | Crockett                                                  | 35°44′N 89°10′O / 35.74, -89.17                           | 19:10                                                     | desconocido                                               | Dos casas dañadas y árboles arrancados |
| EF?                                                                                   | E de Dover                                                | Stewart                                                   | 36°32′N 87°41′O / 36.54, -87.68                           | 20:55                                                     | desconocido                                               | |
| Texas                                                                                 |                                                           |                                                           |                                                           |                                                           |                                                           | |
| EF?                                                                                   | NE de Stephenville                                        | Erath                                                     | 32°17′N 98°04′O / 32.28, -98.06                           | 18:59                                                     |                                                           | Tornado reportado por poco tiempo |
| EF?                                                                                   | NO de Chalk Mountain                                      | Erath                                                     | 32°13′N 97°57′O / 32.22, -97.95                           | 19:07                                                     |                                                           | Tornado reportado por poco tiempo |
| EF?                                                                                   | NO de Glen Rose                                           | Somervell                                                 | 32°17′N 97°49′O / 32.29, -97.82                           | 19:30                                                     |                                                           | Tornado confirmado al oeste de la planta nuclear Comanche Peak. |
| EF?                                                                                   | SO de Cleburne                                            | Johnson                                                   | 32°16′N 97°30′O / 32.27, -97.50                           | 20:10                                                     |                                                           | Numerosos árboles arrancados en el Parque Estatal Cleburne. |
| EF?                                                                                   | S de Troup                                                | Cherokee                                                  | 32°08′N 95°08′O / 32.13, -95.14                           | 20:36                                                     |                                                           | Árboles arrancados |
| EF?                                                                                   | SE de Itasca                                              | Hill                                                      | 32°10′N 97°08′O / 32.16, -97.14                           | 21:23                                                     |                                                           | |
| EF?                                                                                   | SE de Avalon                                              | Ellis                                                     | 32°12′N 96°47′O / 32.20, -96.78                           | 22:20                                                     |                                                           | |
| EF?                                                                                   | N de Tatum                                                | Rusk                                                      | 32°20′N 94°31′O / 32.33, -94.52                           | 23:44                                                     |                                                           | Daños reportados |
| EF?                                                                                   | NE de Coolidge                                            | Limestone                                                 | 31°46′N 96°39′O / 31.77, -96.65                           | 23:53                                                     |                                                           | Tornado reportado por poco tiempo |
| EF?                                                                                   | O de Wortham                                              | Limestone                                                 | 31°47′N 96°29′O / 31.78, -96.49                           | 23:59                                                     |                                                           | Tornado reportado a una milla de Wortham. |
| EF?                                                                                   | S de Wake Village                                         | Bowie                                                     | 33°21′N 94°07′O / 33.35, -94.11                           | 00:02                                                     |                                                           | Árboles arrancados |
| EF?                                                                                   | SO de Fairfield                                           | Freestone                                                 | 31°42′N 96°11′O / 31.70, -96.19                           | 00:25                                                     |                                                           | Tornado tocó tierra por poco tiempo. |
| EF?                                                                                   | N de Oakwood                                              | León                                                      | 31°32′N 95°48′O / 31.53, -95.80                           | 00:35                                                     |                                                           | |
| EF?                                                                                   | NE de Buffalo                                             | León                                                      | 31°29′N 96°03′O / 31.49, -96.05                           | 00:58                                                     |                                                           | |
| EF?                                                                                   | SO de Butler                                              | Freestone                                                 | 31°37′N 96°01′O / 31.62, -96.01                           | 01:33                                                     |                                                           | |
| EF1                                                                                   | O de Crockett                                             | Houston                                                   | desconocido                                               | 01:33                                                     | 1 milla (1,6 km)                                          | Daños reportados, una casa móvil destruida |
| EF?                                                                                   | Wells                                                     | Angelina, Cherokee                                        | 31°26′N 94°59′O / 31.44, -94.98                           | 02:40                                                     |                                                           | Múltiples reportes de un tornado |
| Oklahoma                                                                              |                                                           |                                                           |                                                           |                                                           |                                                           | |
| EF?                                                                                   | Broken Bow                                                | McCurtain                                                 | 34°02′N 94°44′O / 34.03, -94.74                           | 19:09                                                     |                                                           | Daños reportados |
| Arkansas                                                                              |                                                           |                                                           |                                                           |                                                           |                                                           | |
| EF?                                                                                   | NO de Big Fork                                            | Polk                                                      | 34°31′N 94°00′O / 34.51, -94.00                           | 19:55                                                     |                                                           | Árboles arrancados |
| EF?                                                                                   | Pine Ridge                                                | Montgomery                                                | 34°35′N 93°53′O / 34.58, -93.88                           | 20:05                                                     |                                                           | Árboles arrancados |
| EF?                                                                                   | SE de Horatio                                             | Sevier                                                    | 33°52′N 94°16′O / 33.87, -94.27                           | 22:48                                                     |                                                           | |
| EF3                                                                                   | Hot Springs Village                                       | Garland                                                   | 34°40′N 92°14′O / 34.67, -92.23                           | 23:18                                                     | 9,5 millas (15,3 km)                                      | 1 muerte, un bebe de ocho meses de Walnut Valley Road, en el Hospital de Niños de Arkansas, tuvo heridas el 28 de abril durante un tornado. Daños extendidos. Áreas afectadas de Walnut Valley, Mountain Pine, Lake Ouachita State Park y Fountain Lake. |
| EF2                                                                                   | NO de Pearcy al N de Rockwell                             | Garland                                                   |                                                           | desconocido                                               | 6 millas (9,7 km)                                         | Muchas viviendas destruidas en Sunshine. |
| EF2                                                                                   | SE de Crysal Springs al O de Royal                        | Garland                                                   |                                                           | desconocido                                               | 5,05 millas (8,1 km)                                      | Daños reportados gravemente |
| EF?                                                                                   | E de Mayflower                                            | Faulkner                                                  | 34°58′N 92°22′O / 34.97, -92.37                           | 00:14                                                     |                                                           | |
| EF2                                                                                   | Vilonia                                                   | Faulkner, White                                           | 35°05′N 92°13′O / 35.08, -92.21                           | 00:25                                                     | 51,1 millas (82,2 km)                                     | 4 muertes – Véase sección de este tornado |
| EF2                                                                                   | Jacksonville                                              | Pulaski                                                   | 34°55′N 92°09′O / 34.92, -92.15                           | 00:52                                                     | 5 millas (8 km)                                           | Varios edificios dañados en la Base de la Fuerza Aérea de Little Rock y autos volteados. Daños severos en la Escuela Secundaria North Pulaski. Una persona herida.                                                                                       |
| EF?                                                                                   | N de Fair Oaks                                            | Cross                                                     | 35°16′N 91°02′O / 35.26, -91.03                           | 02:10                                                     |                                                           | |
| EF1                                                                                   | N de Wooster                                              | Faulkner                                                  |                                                           | desconocido                                               | 1,1 millas (1,8 km)                                       | Árboles arrancados de raíz. |
| EF1                                                                                   | Beebe                                                     | White                                                     | No disponible                                             | desconocido                                               | 7,5 millas (12,1 km)                                      | Daños reportados en los techas de las viviendas |
| EF1                                                                                   | SO de Perryville                                          | Perry                                                     | No disponible                                             | desconocido                                               | 5,2 millas (8,4 km)                                       | Docenas de postes del tendido eléctrico fueron derribados al igual que árboles. Varias viviendas tuvieron daños en su techo. |
| Fuentes: SPC Storm Reports for 04/25/11, NWS Houston/Galveston, NWS North Little Rock |                                                           |                                                           |                                                           |                                                           |                                                           | |

### 26 de abril
| Lista de tornados reportados – Jueves, 26 de abril de 2011                                                                     | Lista de tornados reportados – Jueves, 26 de abril de 2011 | Lista de tornados reportados – Jueves, 26 de abril de 2011 | Lista de tornados reportados – Jueves, 26 de abril de 2011 | Lista de tornados reportados – Jueves, 26 de abril de 2011 | Lista de tornados reportados – Jueves, 26 de abril de 2011 | Lista de tornados reportados – Jueves, 26 de abril de 2011 |  |
| --- | ---------------------------------------------------------- | ---------------------------------------------------------- | ---------------------------------------------------------- | ---------------------------------------------------------- | ---------------------------------------------------------- | --- |  |
| EF# | Ubicación                                                  | Condado/ Parroquia                                         | Coord.                                                     | Tiempo (UTC)                                               | Longitud del recorrido                                     | Comentarios/Daños |  |
| Tennessee |                                                            |                                                            |                                                            |                                                            |                                                            | |  |
| EF? | Jacks Creek                                                | Chester                                                    | 35°28′N 88°29′O / 35.47, -88.49                            | 21:05                                                      |                                                            | Extensos daños en árboles y viviendas |  |
| Texas |                                                            |                                                            |                                                            |                                                            |                                                            | |  |
| EF? | NE de Onalaska                                             | Polk                                                       | 30°50′N 95°04′O / 30.84, -95.07                            | 05:30                                                      |                                                            | Tornado reportado en Lake Livingston. |  |
| EF1 | E de Mabank                                                | Kaufman                                                    | 32°22′N 96°05′O / 32.37, -96.08                            | 21:56                                                      | desconocido                                                | Tornado confirmado. Extensos daños en árboles y viviendas en el centro de Mabank y en un campo de golf.                                                                                          |  |
| EF0 | Seven Points                                               | Henderson                                                  | 32°20′N 96°13′O / 32.33, -96.21                            | 21:57                                                      | desconocido                                                | Tornado reportado en Cedar Creek Lake. |  |
| EF? | E de Garrett                                               | Ellis                                                      | 32°22′N 96°37′O / 32.37, -96.62                            | 22:17                                                      |                                                            | |  |
| EF1 | S de Ben Wheeler                                           | Van Zandt                                                  | 32°26′N 95°43′O / 32.43, -95.72                            | 22:56                                                      | desconocido                                                | Tornado destruyó tres viviendas y dañó a otras 100. |  |
| EF? | S de Kemp                                                  | Kaufman                                                    | 32°26′N 96°14′O / 32.44, -96.23                            | 23:01                                                      |                                                            | |  |
| EF1 | SSO de Stewart                                             | Rusk                                                       | 32°17′N 94°40′O / 32.28, -94.66                            | 23:35                                                      | desconocido                                                | Un granero destruido y una vivienda dañada |  |
| EF? | NNE de Hawkins                                             | Wood                                                       | 32°36′N 95°12′O / 32.60, -95.20                            | 00:00                                                      |                                                            | Tornado reportado |  |
| EF? | S de Marshall                                              | Harrison                                                   | 32°29′N 94°21′O / 32.48, -94.35                            | 00:04                                                      |                                                            | Vivienda dañada |  |
| EF0 | ONO de Waskom                                              | Harrison                                                   | 32°30′N 94°09′O / 32.50, -94.15                            | 00:24                                                      | desconocido                                                | Tornado reportado causando pocos daños |  |
| EF2 | N de Joaquín                                               | Panola                                                     | 32°06′N 94°04′O / 32.10, -94.06                            | 00:46                                                      | 42 millas (67,6 km)                                        | Un gran tornado reportado luego se intensificó a categoría EF2 y alcanzó las 0,5 millas (0,8 km) en anchura, causando daños y heridos                                                            |  |
| EF? | Groesbeck                                                  | Limestone                                                  | 31°30′N 96°24′O / 31.50, -96.40                            | 00:53                                                      |                                                            | Daños provocados por un tornado confirmado, pero sin categorizar |  |
| EF? | Lacy-Lakeview                                              | McLennan                                                   | 31°40′N 97°06′O / 31.67, -97.10                            | 01:30                                                      |                                                            | |  |
| EF0 | Mart                                                       | McLennan                                                   | 31°32′N 96°50′O / 31.53, -96.83                            | 01:30                                                      | desconocido                                                | Pequeño tornado reportado |  |
| EF? | SSE de Thornton                                            | Limestone                                                  | 31°22′N 96°34′O / 31.36, -96.56                            | 03:02                                                      |                                                            | Tornado reportado |  |
| Míchigan |                                                            |                                                            |                                                            |                                                            |                                                            | |  |
| EF0 | N de Burnips                                               | Allegan                                                    | 42°44′N 85°50′O / 42.74, -85.84                            | 21:44                                                      | 3,25 millas (5,2 km)                                       | |  |
| Indiana |                                                            |                                                            |                                                            |                                                            |                                                            | |  |
| EF2 | Greenbrier                                                 | Warrick                                                    | 38°07′N 87°17′O / 38.12, -87.28                            | 07:02                                                      | 1,5 millas (2,4 km)                                        | Tornado arrancó árboles de raíz. Un granero destruido en la que cuyos restos fueron lanzados a 50-75 yardas de distancia. Varias viviendas resultaron dañadas al igual que el tendido eléctrico. |  |
| EF1 | Spurgeon                                                   | Pike                                                       | 38°16′N 87°16′O / 38.26, -87.26                            | 07:09                                                      | 0,6 millas (1 km)                                          | Extensos daños en árboles y viviendas |  |
| Misisipi |                                                            |                                                            |                                                            |                                                            |                                                            | |  |
| EF1 | SE de Collins                                              | Covington                                                  | 31°37′N 89°32′O / 31.62, -89.53                            | 11:41                                                      | 0,3 millas (480 m)                                         | Extensos daños en árboles y viviendas y un traler de FEMA. |  |
| EF1 | NO de Laurel                                               | Jones                                                      | 31°44′N 89°14′O / 31.73, -89.24                            | 12:12                                                      | 1,25 millas (2 km)                                         | Extensos daños en árboles y viviendas y un lugar de juegos para niños |  |
| EF? | Coahoma                                                    | Coahoma                                                    | 34°27′N 90°29′O / 34.45, -90.48                            | 23:30                                                      |                                                            | Extensos daños en árboles y viviendas y tendido eléctrico |  |
| EF0 | Cary                                                       | Sharkey                                                    |                                                            | 05:35                                                      | 2 millas                                                   | Pocos daños en árboles y viviendas |  |
| EF2 | O de Sunflower                                             | Sunflower                                                  |                                                            | 05:43                                                      | 11 millas                                                  | Extensos daños en árboles y viviendas, una casa móvil destruida y tres heridos reportados |  |
| Nueva York |                                                            |                                                            |                                                            |                                                            |                                                            | |  |
| EF1 | Verona Mills                                               | Oneida                                                     | 43°12′N 75°34′O / 43.20, -75.57                            | 20:20                                                      | desconocido                                                | Tornado reportado |  |
| Arkansas |                                                            |                                                            |                                                            |                                                            |                                                            | |  |
| EF1 | Coy Area                                                   | Lonoke                                                     |                                                            | desconocido                                                | 8,3 millas (13,4 km)                                       | Extensos daños en árboles y viviendas, daños estimados en más de un millón de dólares |  |
| EF? | E de Blakemore                                             | Prairie                                                    | 34°36′N 91°38′O / 34.60, -91.64                            | 22:32                                                      |                                                            | |  |
| EF? | Wickes                                                     | Polk                                                       | 34°18′N 94°20′O / 34.30, -94.34                            | 00:18                                                      |                                                            | Extensos daños en árboles |  |
| EF? | Calamine                                                   | Sharp                                                      | desconocido                                                | 02:15                                                      |                                                            | 1 muerte – Extensos daños en árboles y viviendass cerca de Calamine |  |
| Luisiana |                                                            |                                                            |                                                            |                                                            |                                                            | |  |
| EF0 | S de Benton                                                | Bossier                                                    | 32°38′N 93°45′O / 32.64, -93.75                            | 00:34                                                      | desconocido                                                | Extensos daños en árboles |  |
| EF? | Kickapoo                                                   | De Soto                                                    | 32°12′N 93°51′O / 32.20, -93.85                            | 00:58                                                      |                                                            | Extensos daños en árboles |  |
| EF? | Frierson                                                   | De Soto                                                    | 32°15′N 93°42′O / 32.25, -93.70                            | 01:15                                                      |                                                            | Extensos daños en árboles y tendido eléctrico |  |
| EF1 | Junction City (LA) a Junction City (AR)                    | Union (LA) y Union (AR)                                    |                                                            | 02:45                                                      | 26 millas (41,8 km)                                        | Seis viviendas tuvieron daños |  |
| EF1 | Dubberly                                                   | Webster                                                    | 32°32′N 93°14′O / 32.54, -93.24                            | 01:54                                                      | 6 millas (9,7 km)                                          | Numerosos árboles arrancados de raíz |  |
| EF1 | Hall Summit                                                | Red River                                                  | 33°35′N 90°33′O / 33.59, -90.55                            | 03:55                                                      | 3,5 millas (5,6 km)                                        | Tornado de categoría EF1 tornado destruyó varios graneros |  |
| Kentucky |                                                            |                                                            |                                                            |                                                            |                                                            | |  |
| EF1 | Glendale                                                   | Hardin                                                     |                                                            | desconocido                                                | desconocido                                                | Extensos daños en la feria del condado de Hardin |  |
| EF2 | Tar Hill                                                   | Grayson                                                    |                                                            | desconocido                                                | 2,9 millas (4,7 km)                                        | Tornado de una milla y media de nacho, extensos daños en árboles y viviendas |  |
| EF0 | Tar Hill                                                   | Grayson                                                    |                                                            | desconocido                                                | 0,3 millas (480 m)                                         | Pequeño tornado arranca postes de tendido eléctrico |  |
| EF1 | NO de Eddyville al NE de Fredonia                          | Lyon a Caldwell                                            |                                                            | 05:40                                                      | 26,4 millas (42,5 km)                                      | Pocos daños en árboles y graneros |  |
| EF1 | SSO de Judio al NE de Judio                                | Monroe a Cumberland                                        |                                                            | 12:02                                                      | 4 millas (6,4 km)                                          | Dos graneros y algunos edificios destruidos |  |
| Fuentes: SPC Storm Reports for 04/26/11, NWS Jackson, NWS North Little Rock, NWS Dallas/Fort Worth NWS Louisville, NWS Paducah |                                                            |                                                            |                                                            |                                                            |                                                            | |  |

### 27 de abril
| Lista de tornados reportados – Miércoles, 27 de abril de 2011 | Lista de tornados reportados – Miércoles, 27 de abril de 2011 | Lista de tornados reportados – Miércoles, 27 de abril de 2011                       | Lista de tornados reportados – Miércoles, 27 de abril de 2011     | Lista de tornados reportados – Miércoles, 27 de abril de 2011 | Lista de tornados reportados – Miércoles, 27 de abril de 2011 | Lista de tornados reportados – Miércoles, 27 de abril de 2011 |  |
| --- | ------------------------------------------------------------- | ----------------------------------------------------------------------------------- | ----------------------------------------------------------------- | ------------------------------------------------------------- | ------------------------------------------------------------- | --- |  |
| EF# | Ubicación                                                     | Condado/Parroquia                                                                   | Coord.                                                            | Tiempo (UTC)                                                  | Longitud del recorrido                                        | Comentarios/Daños |  |
| Luisiana |                                                               |                                                                                     |                                                                   |                                                               |                                                               | |  |
| EF2 | Zwolle al N de Many                                           | Sabine                                                                              |                                                                   | 05:27                                                         | >17 millas (27,4 km)                                          | Torre de comunicación de 200 pies de alto derribada, numerosas viviendas destruidas |  |
| EF1 | Many a Robeline                                               | Sabine, Natchitoches                                                                |                                                                   | 05:42                                                         | >14 millas (22,5 km)                                          | Cerca de 100 viviendas dañadas |  |
| EF2 | N de Flora al S de Natchitoches                               | Natchitoches, Winn                                                                  |                                                                   | 05:56                                                         | >26 millas (41,8 km)                                          | Serios daños en Wheeling donde un tornado se ensanchó a casi una milla |  |
| EF0 | Tullos                                                        | La Salle                                                                            |                                                                   | 06:36                                                         | >9 millas (14,5 km)                                           | Antiguo edificio en Tullos destruido |  |
| Misisipi |                                                               |                                                                                     |                                                                   |                                                               |                                                               | |  |
| EF1 | N de Yazoo City                                               | Yazoo, Holmes                                                                       |                                                                   | 06:12                                                         | 10 millas                                                     | Extensos daños en árboles y viviendas |  |
| EF2 | Sidon                                                         | Leflore                                                                             |                                                                   | 06:24                                                         | 3 millas                                                      | Extensos daños en árboles y viviendas |  |
| EF? | Lexington                                                     | Holmes                                                                              | 33°07′N 90°03′O / 33.12, -90.05                                   | 06:42                                                         |                                                               | Extensos daños en árboles y viviendas en Lexington. Se cree que fue un tornado, según radares. |  |
| EF2 | Hesterville                                                   | Attala, Montgomery                                                                  | 33°10′N 89°39′O / 33.16, -89.65                                   | 06:49                                                         | 23 millas                                                     | Tornado reportado a lo largo de la Carretera 19. Numerosos árboles lanzados a la carretera y una iglesia perdió su techo. |  |
| EF1 | S de Gore Springs                                             | Grenada                                                                             |                                                                   | 07:06                                                         | 1.5 millas                                                    | Daños en un edificio de alojamiento |  |
| EF2 | Poplar Creek                                                  | Montgomery, Choctaw                                                                 |                                                                   | 07:17                                                         | 11.5 millas                                                   | Daños reportados a viviendas y graneros |  |
| EF1 | N de Zama                                                     | Attala                                                                              |                                                                   | 07:18                                                         | 1 milla                                                       | Granero destruido |  |
| EF2 | SE de Kilmichael                                              | Choctaw                                                                             |                                                                   | 07:25                                                         | 7 millas                                                      | Extensos daños en viviendas y graneros |  |
| EF3 | Eupora                                                        | Choctaw, Webster, Clay                                                              | 33°29′N 89°19′O / 33.48, -89.31                                   | 07:29                                                         | 40 millas                                                     | 1 muerto – Extensos daños en viviendas alrededor de Eupora. Viviendas y negocios destruidos. Siete personas resultaron heridas. Tornado también pasa por las comunidades de Cumberland y Montpelier. Fallecidos en: Uno en Eupora y dos en Mathiston. |  |
| EF2 | S de Europa                                                   | Webster, Choctaw                                                                    |                                                                   | 07:37                                                         | 14.5 millas                                                   | Extensos daños en viviendas y una gasolinería |  |
| EF? | SO de Hickory Flat                                            | Union                                                                               | 34°35′N 89°13′O / 34.58, -89.22                                   | 08:12                                                         |                                                               | Extensos daños en árboles y viviendas, al menos una persona herida |  |
| EF2 | N de Scooba                                                   | Kemper, Noxubee, Pickens, AL                                                        |                                                                   | 10:03                                                         | 15 millas                                                     | Extensos daños viviendas y una iglesia |  |
| EF? | Esperanza                                                     | Pontotoc                                                                            | 34°21′N 89°10′O / 34.35, -89.16                                   | 14:15                                                         |                                                               | Tornado tocó tierra sin causar daños |  |
| EF? | S de Oxford                                                   | Lafayette                                                                           | 34°14′N 89°32′O / 34.23, -89.53                                   | 18:50                                                         |                                                               | Una casa dañada y otra casa móvil destruida |  |
| EF? | Oxford                                                        | Lafayette                                                                           | 34°22′N 89°32′O / 34.36, -89.53                                   | 18:53                                                         |                                                               | Desconocido la cantidad de daños causados |  |
| EF? | N de Philadelphia                                             | Neshoba                                                                             | 32°51′N 89°07′O / 32.85, -89.11                                   | 19:28                                                         |                                                               | Reporte de estructuras dañadas |  |
| EF? | SSO de Nanih Waiya                                            | Neshoba                                                                             | 32°52′N 88°58′O / 32.87, -88.97                                   | 19:43                                                         |                                                               | Criaderos de gallinas destruidas |  |
| EF? | E de Nanih Waiya                                              | Kemper                                                                              | 32°55′N 88°53′O / 32.92, -88.89                                   | 19:43                                                         |                                                               | Extensos daños en árboles, viviendas y tendido eléctrico |  |
| EF? | S de Nanih Waiya                                              | Neshoba                                                                             | 32°54′N 88°53′O / 32.90, -88.89                                   | 19:45                                                         |                                                               | 3 muertes – Extensos daños en árboles y viviendas móviles |  |
| EF? | SE de Vernon                                                  | Winston                                                                             | 32°56′N 88°52′O / 32.93, -88.87                                   | 19:48                                                         |                                                               | Vivienda destruida en la comunidad de Nanih Waiya |  |
| EF? | E de Rienzi                                                   | Alcorn                                                                              | 34°46′N 88°30′O / 34.77, -88.50                                   | 19:57                                                         |                                                               | Tornado reportado tocando tierra |  |
| EF? | NNO de Crystal Springs                                        | Hinds                                                                               | 32°03′N 90°23′O / 32.05, -90.39                                   | 20:06                                                         |                                                               | Tornado reportado tocando tierra |  |
| EF? | S de Macon                                                    | Noxubee                                                                             | 33°04′N 88°38′O / 33.06, -88.63                                   | 20:06                                                         |                                                               | Tornado reportado tocando tierra |  |
| EF? | S de Vaiden                                                   | Neshoba                                                                             | 33°19′N 89°45′O / 33.32, -89.75                                   | 20:06                                                         |                                                               | 10 viviendas dañadas. Tendido eléctrico y árboles arrancados |  |
| EF? | SE de Houston                                                 | Chickasaw                                                                           | 33°52′N 88°58′O / 33.87, -88.96                                   | 20:10                                                         |                                                               | 3 muertes – Extensos daños en árboles y viviendas cerca de Houston |  |
| EF2 | NO de Crystal Springs al SSO de Terry                         | Copiah                                                                              | 32°03′N 90°26′O / 32.05, -90.43                                   | 20:11                                                         | 7 millas (11,3 km)                                            | Extensos daños y viviendas destruidas |  |
| EF? | Baldwyn                                                       | Lee                                                                                 | 34°30′N 88°38′O / 34.50, -88.63                                   | 20:15                                                         |                                                               | |  |
| EF2 | Belmont                                                       | Tishomingo                                                                          | 34°28′N 88°17′O / 34.46, -88.28                                   | 19:48                                                         | 9,29 millas (15,0 km)                                         | Extensos daños en viviendas y negocios |  |
| EF0 | Endville                                                      | Pontotoc                                                                            | 34°19′N 88°53′O / 34.32, -88.88                                   | 18:57                                                         | 1,02 millas (1,6 km)                                          | Daños menores en viviendas |  |
| EF0 | Rienzi                                                        | Alcorn                                                                              | 34°46′N 88°31′O / 34.77, -88.51                                   | 18:50                                                         | 2,32 millas (3,7 km)                                          | Daños menores en viviendas |  |
| EF? | SSO de Kilmichael                                             | Montgomery                                                                          | 33°22′N 89°35′O / 33.37, -89.59                                   | 20:15                                                         |                                                               | Extensos daños en árboles y tendido eléctrico |  |
| EF? | SO de Terry                                                   | Hinds                                                                               | 32°04′N 90°20′O / 32.07, -90.33                                   | 20:20                                                         |                                                               | Tornado reportado tocando tierra |  |
| EF? | S de Okolona                                                  | Chickasaw                                                                           | 33°58′N 88°45′O / 33.96, -88.75                                   | 20:28                                                         |                                                               | Tornado reportado toncado tierra |  |
| EF3 | New Wren                                                      | Chickisaw a Monroe                                                                  | 33°48′N 89°04′O / 33.80, -89.06                                   | 20:04                                                         | 34,7 millas (55,8 km)                                         | 7 muertes – También 7 heridos. Extensos daños cerca de Houston y New Wren. |  |
| EF3 | Newton                                                        | Newton                                                                              |                                                                   | 21:08                                                         | 11 millas (17,7 km)                                           | Un tornado de una milla de nacho arranca un puente y numerosos daños |  |
| EF1 | Trebloc                                                       | Chickasaw                                                                           | 33°49′N 88°50′O / 33.81, -88.84                                   | 07:05                                                         | 3,2 millas (5,1 km)                                           | Pocos daños en árboles y viviendas |  |
| EF3 | S de Oxford                                                   | Lafayette                                                                           | 34°12′N 89°34′O / 34.20, -89.56                                   | 18:39                                                         | 13,6 millas (21,9 km)                                         | Numerosas viviendas dañadas en el paso de este tornado |  |
| EF5 | Philadelphia a Mashulaville                                   | Neshoba, Kemper, Winston, Noxubee                                                   |                                                                   | 19:30                                                         | 29 millas (47 km)                                             | 3 muertes: Casas móviles destruidas a 300 yardas. Vehículos lanzados a varias yardas de distancia |  |
| EF1 | NE de Macon                                                   | Noxubee                                                                             |                                                                   | 20:18                                                         | 9 millas                                                      | Extensos daños en plantas de procesamiento de maíz, graneros etc. |  |
| EF5 | Smithville                                                    | Monroe                                                                              | 34°03′06″N 88°25′25″O / 34.0517, -88.4236                         | 20:44                                                         | 37 millas (60 km)                                             | 23 muertes – Graves daños en viviendas, estructuras y heridos |  |
| EF3 | NE de Scooba                                                  | Kemper, Sumter, AL, Pickens, AL                                                     |                                                                   | 20:47                                                         | 16 millas                                                     | Extensos daños en árboles y viviendas |  |
| EF3 | Polkville                                                     | Smith                                                                               | 32°09′N 89°41′O / 32.15, -89.68                                   | 21:27                                                         | 8,2 millas (13,2 km)                                          | Extensos daños en dos viviendas móviles. Se disipó al norte de Burns. |  |
| EF4 | Raleigh, MS al N de Pennington, AL                            | Smith, Jasper, Clarke (MS) y Choctaw (AL)                                           |                                                                   | 22:42                                                         | 9,23 millas (14,9 km)                                         | 7 muertes – Otros 35 heridos reportados. Tocó tierra en Misisipi y continuó al área de Yantley en el condado de Choctaw, Alabama. |  |
| EF3 | S de Newton                                                   | Newton                                                                              |                                                                   | 22:08                                                         | 11 millas                                                     | Un puente de concreto destruido, extensos daños en árboles y viviendas |  |
| EF0 | N de Meridian                                                 | Lauderdale                                                                          |                                                                   | 22:45                                                         |                                                               | Pocos daños en árboles, viviendas y un granero |  |
| Ohio |                                                               |                                                                                     |                                                                   |                                                               |                                                               | |  |
| EF0 | New Carlisle                                                  | Clark                                                                               | 39°56′N 84°02′O / 39.93, -84.03                                   | 13:53                                                         | 1,5 millas (2,4 km)                                           | Extensos daños en árboles, viviendas y estructuras. |  |
| EF? | O de Oakland                                                  | Lauderdale                                                                          | 34°50′N 87°52′O / 34.83, -87.87                                   | 09:24                                                         |                                                               | Tornado reportado cerca de una iglesia |  |
| EF3 | Coaling                                                       | Tuscaloosa, Jefferson                                                               | 33°10′N 87°22′O / 33.16, -87.37                                   | 10:17                                                         | 18.3 millas                                                   | Extensos daños en árboles y viviendas |  |
| EF2 | Cahaba Heights                                                | Jefferson                                                                           | 33°26′N 86°46′O / 33.44, -86.76                                   | 10:54                                                         | 7.9 millas                                                    | Extensos daños en árboles y viviendas |  |
| EF2 | Odenville                                                     | St. Clair                                                                           | 33°39′N 86°31′O / 33.65, -86.52                                   | 11:14                                                         | 3.9 millas                                                    | Daños moderados en dos viviendas |  |
| EF? | Wilburn                                                       | Cullman                                                                             | 33°57′N 87°02′O / 33.95, -87.03                                   | 11:17                                                         |                                                               | Extensos daños en árboles y viviendas |  |
| EF? | N de Decatur                                                  | Morgan                                                                              | 34°37′N 86°59′O / 34.62, -86.98                                   | 16:29                                                         |                                                               | Tornado tocó tierra al norte de Decatur |  |
| EF? | Athens                                                        | Limestone                                                                           | 34°48′N 86°58′O / 34.80, -86.97                                   | 16:31                                                         |                                                               | Daños por los escombros en la Escuela Secundaria Athens |  |
| EF? | E de Somerville                                               | Morgan                                                                              | 34°28′N 86°46′O / 34.47, -86.76                                   | 17:30                                                         |                                                               | |  |
| EF? | Speake                                                        | Lawrence                                                                            | 34°25′N 87°10′O / 34.42, -87.17                                   | 19:00                                                         |                                                               | Tornado reportado tocando tierra |  |
| EF5 | Hamilton-Harvest                                              | Marion, Franklin, Lawrence, Morgan, Limestone, Madison, Lincoln (TN), Franklin (TN) | 34°21′N 87°43′O / 34.35, -87.71                                   | 19:46                                                         | 132.1 millas (212.6 km)                                       | 72 muertes – Daños catástrofes reportado en el pueblo, una secundaria completamente destruida. Muchas personas perdidas. Se especula que fue el mismo tornado que golpeó a Hackleburg. Datos incompletos. |  |
| EF4 | OSO de Good Hope/Cullman                                      | Cullman                                                                             | 34°05′N 86°58′O / 34.09, -86.96                                   | 19:46                                                         |                                                               | Tornado reportado tocando tierra. Graves daños en la ciudad de Cullman con extensos daños en árboles y viviendas. Tornado captado por la cadena de televisión ABC. Se le clasifica como un tornado EF4 |  |
| EF? | Baileyton                                                     | Cullman                                                                             | 34°16′N 86°37′O / 34.26, -86.61                                   | 20:07                                                         |                                                               | Tornado reportado tocando tierra |  |
| EF4 | Hulaco                                                        | Morgan                                                                              | 34°19′N 86°36′O / 34.31, -86.60                                   | 20:16                                                         |                                                               | Tornado reportado tocando tierra. Probablemente el mismo tornado de Cullman |  |
| EF? | Joppa                                                         | Cullman                                                                             | 34°18′N 86°34′O / 34.30, -86.56                                   | 20:23                                                         |                                                               | Tornado reportado tocando tierra |  |
| EF? | NNO de Arab                                                   | Marshall                                                                            | 34°22′N 86°31′O / 34.36, -86.51                                   | 20:24                                                         |                                                               | Tornado reportado tocando tierra |  |
| EF? | Hulaco                                                        | Morgan                                                                              | 34°19′N 86°36′O / 34.31, -86.60                                   | 20:25                                                         |                                                               | Extensos daños en estructuras |  |
| EF? | New Hope                                                      | Madison                                                                             | 34°32′N 86°25′O / 34.54, -86.42                                   | 20:40                                                         |                                                               | Escombros cayendo desde el cielo en Maple road y Butler Mill Road |  |
| EF? | Union Grove                                                   | Marshall                                                                            | 34°24′N 86°27′O / 34.4, -86.45                                    | 20:43                                                         |                                                               | Extensos daños en árboles y escombros bloqueando calles |  |
| EF? | Mount Hope a Hatton                                           | Lawrence                                                                            | 34°28′N 87°29′O / 34.46, -87.48 a 34°34′N 87°25′O / 34.56, -87.41 | 20:46 a 20:52                                                 |                                                               | De Mt. Hope a Hatton. Numerosas viviendas fueron arrasadas. Un tornado de media milla de ancho a lo largo de la Carretera 157 y 101 cerca de Hatton es reportado. El meteorólogo Gary Dobbs, de la WAAY-TV desde 1984, reportó el tornado desde su automóvil, sin poder encontrar refugio. Mientras que su vivienda era destruida, Dobbs fue lanzado a 40 pies de su casa. La puerta del refugio fue lanzada por los aires, y ninguna persona resultó herida. Dobbs fue hospitalizado. |  |
| EF? | Moulton                                                       | Lawrence                                                                            | 34°29′N 87°17′O / 34.48, -87.29                                   | 20:55                                                         |                                                               | Tornado tocando tierra en Moulton en 102 y County Road 41. |  |
| EF3 | Shotsville                                                    | Marion                                                                              | 34°17′13″N 88°09′10″O / 34.2869, -88.1529                         | 20:57                                                         | >19,1 millas (30,7 km)                                        | 6+ muertes –Datos incompletos, categorizado como un EF3. Cientos de árboles y 25 estructuras dañadas y 5 "completamente destruidas". Los destrozos continúan hacia el condado de Franklin, y se estima que siguió a Misisipi, cuya jurisdicción es de otro Servicio Nacional Meteorológico, por lo que los número de personas muertas podría ser mayor. |  |
| EF? | Lubbub                                                        | Pickens                                                                             | 33°26′N 87°52′O / 33.43, -87.87                                   | 21:05                                                         |                                                               | Autoridades confirman tornado en el condado de Pickens moviéndose hacia la comunidad de Brownville |  |
| EF? | Hulaco                                                        | Morgan                                                                              | 34°19′N 86°36′O / 34.31, -86.6                                    | 21:07                                                         |                                                               | Tornado reportado en Hulaco Rd. |  |
| EF? | 4 millas al ONO de Arab                                       | Marshall                                                                            | 34°20′N 86°34′O / 34.33, -86.56                                   | 21:11                                                         |                                                               | Escombros caen en un automóvil atrapando a sus ocupantes. Se desconoce si fueron heridos. |  |
| EF? | 1 mi al SE de Ider                                            | Dekalb                                                                              | 34°41′N 85°39′O / 34.69, -85.65                                   | 21:15                                                         |                                                               | Localizado entre las rutas 155 y 814. Extensos daños en viviendas y heridos. |  |
| EF? | 4 millas al O de Trinity                                      | Lawrence                                                                            | 34°37′N 87°09′O / 34.61, -87.15                                   | 21:16                                                         |                                                               | Tornado reportado en el condado de Morgan moviéndose al sur del condado de Limestone |  |
| EF? | N de Geiger                                                   | Sumter                                                                              | 32°52′N 88°19′O / 32.87, -88.31                                   | 21:20                                                         |                                                               | Destrozos reportados en Geiger |  |
| EF? | 1 milla al E de Moores Bridge                                 | Tuscaloosa                                                                          | 33°27′N 87°47′O / 33.45, -87.78                                   | 21:20                                                         |                                                               | Destrozos en el área de Old Moore's Bridge |  |
| EF? | Huntsville                                                    | Madison                                                                             | 34°44′N 86°35′O / 34.73, -86.59                                   | 21:26                                                         |                                                               | Tornado reportado en Lilly Flag y South Memorial Parkway. |  |
| EF? | 1 milla al N de Berry                                         | Fayette                                                                             | 33°41′N 87°37′O / 33.68, -87.61                                   | 21:27                                                         |                                                               | Escombros cayendo del cielo |  |
| EF4 | Athens a Huntsville, Alabama                                  | Limestone, Madison                                                                  | 34°46′N 86°53′O / 34.77, -86.88                                   | 21:31                                                         |                                                               | 11 muertes – Daños catastróficos, perdidas millonarias, y decenas de estructuras completamente dañadas o destruidas. Muchas personas resultaron heridas. Una gasolinería destruida en la Ruta 53 y Jeff Rd. Extensos daños en la misma zona del Tornado de Anderson Hills de 1995. Datos incompletos. |  |
| EF? | 3 millas NO de Clinton                                        | Greene                                                                              | 32°56′N 88°02′O / 32.94, -88.03                                   | 21:33                                                         |                                                               | Tornado reportado cerca de la comunidad de West Greene. |  |
| EF? | Athens                                                        | Limestone                                                                           | 34°48′N 86°58′O / 34.8, -86.97                                    | 21:39                                                         |                                                               | Tornado reportado al norte de Capshaw en el condado de Limestone |  |
| EF4 | Tuscaloosa a Birmingham                                       | Sumter, Greene, Tuscaloosa, Jefferson, St. Clair                                    | 33°14′N 87°32′O / 33.24, -87.54                                   | 21:44                                                         | 80.7 millas (129.9 km)                                        | 64 muertes, 1500 heridos. "Al menos un tornado de categoría EF-4" según el Servicio Nacional Meteorológico. Resultados son preliminares. Tornado más mortífero en los Estados Unidos desde 1955. – Véase sección para este tornado |  |
| EF? | 4 millas al N de Meridianville                                | Madison                                                                             | 34°54′N 86°34′O / 34.9, -86.57                                    | 21:44                                                         |                                                               | Extensos daños en árboles y viviendas |  |
| EF5 | Rainsville                                                    | Dekalb, Dade (GA)                                                                   | 34°27′N 85°54′O / 34.45, -85.9                                    | 21:47                                                         | 37 millas (60 km)                                             | 25 muertes - Véase sección para este tornado |  |
| EF? | 1 mile SSE de Higdon                                          | Dekalb                                                                              | 34°50′N 85°37′O / 34.83, -85.61                                   | 21:48                                                         |                                                               | Daños significantes a lo largo de las rutas 6247 y County Road 155 en Cartersville. |  |
| EF? | 4 millas al N de Meridianville                                | Madison                                                                             | 34°54′N 86°34′O / 34.9, -86.57                                    | 21:54                                                         |                                                               | Tornado reportado en la Carretera 231 y Walker Lane. |  |
| EF? | Madison                                                       | Madison                                                                             | 34°42′N 86°45′O / 34.7, -86.75                                    | 22:06                                                         |                                                               | Tornado reportado en la U.S. Route 72 y Slaughter Road. |  |
| EF? | Dora                                                          | Walker                                                                              | 33°44′N 87°05′O / 33.73, -87.08                                   | 22:07                                                         |                                                               | Tornado reportado en Dora. Extensos daños en árboles y viviendas en Cordova |  |
| EF3 | Haleyville                                                    | Marion y Winston                                                                    | 34°01′44″N 87°56′32″O / 34.0289, -87.9421                         | 22:10                                                         | >31,8 millas (51,2 km)                                        | 10+ heridos –Extensos daños en árboles y en más de 45 estructuras de la cual 18 fueron "completamente destruidas". Los estragos continúan hacia el condado de Lawrence, que están en otro Servicio Nacional Meteorológico, por lo que las cifras podrían ser más altas. |  |
| EF? | Smoke Rise                                                    | Blount                                                                              | 33°53′N 86°49′O / 33.89, -86.82                                   | 22:12                                                         |                                                               | Tornado reportado en la salida 284 de la I-65 en Philadelphia Road. |  |
| EF3 | Sawyerville/Eoline                                            | Greene, Hale, Bibb                                                                  | 32°37′N 88°02′O / 32.62, -88.04                                   | 22:30                                                         | 71.3 millas                                                   | 7 muertos - Datos preliminares. La mayoría de las fatalidades ocurrieron en el condado de Hale cerca del Bosque Nacional de Talladega |  |
| EF? | Blountsville                                                  | Blount                                                                              | 34°06′N 86°35′O / 34.1, -86.58                                    | 22:46                                                         |                                                               | 1 herido – Extensos daños en árboles y viviendas en Blountsville. |  |
| EF? | 3 millas al SO de Hyatt                                       | Marshall                                                                            | 34°12′N 86°23′O / 34.2, -86.38                                    | 22:47                                                         |                                                               | Tornado en Nixon Chapel. |  |
| EF? | Hueytown                                                      | Jefferson                                                                           | 33°26′N 87°00′O / 33.44, -87                                      | 22:56                                                         |                                                               | Extensos daños en árboles y viviendas en Hueytown. |  |
| EF? | Albertville                                                   | Marshall                                                                            | 34°16′N 86°13′O / 34.26, -86.21                                   | 23:03                                                         |                                                               | Tornado reportado tocando tierra. Daños en árboles y viviendas. |  |
| EF? | Fultondale                                                    | Jefferson                                                                           | 33°37′N 86°48′O / 33.62, -86.8                                    | 23:09                                                         |                                                               | Extensos daños en árboles y viviendas a lo largo de la I-65 y U.S. Route 31 |  |
| EF? | S de Glen Allen                                               | Fayette                                                                             | 33°53′N 87°44′O / 33.88, -87.74                                   | 23:10                                                         |                                                               | Extensos daños en árboles y estructuras a lo largo de la Ruta 129 desde Glen Allen a Hubbertville cerca de una gasolinería de Texaco |  |
| EF? | 3 millas al NE de Guntersville                                | Marshall                                                                            | 34°23′N 86°16′O / 34.39, -86.26                                   | 23:20                                                         |                                                               | Grandes escombros cayendo del cielo |  |
| EF3 | Shoal Creek                                                   | Jefferson, St. Clair, Calhoun, Etowah, Cherokee                                     | 34°06′N 86°35′O / 34.1, -86.58                                    | 23:23                                                         | 72 millas en Alabama, continuando a Georgia                   | Nuevo tornado formado en Tuscaloosa. Numerosas viviendas destruidas completamente e intensos daños en el condado de Calhoun, cuyos vientos fueron reportados como un tornado mayor a uno de categoría EF3. |  |
| EF? | 2 ESE Rainsville                                              | DeKalb                                                                              | 34°29′N 85°49′O / 34.49, -85.82                                   | 23:25                                                         |                                                               | Grandes daños en Plainview School. |  |
| EF? | Mulga                                                         | Jefferson                                                                           | 33°33′N 86°59′O / 33.55, -86.98                                   | 23:27                                                         |                                                               | Daños en viviendas a lo largo de la Ruta AL 269 |  |
| EF? | West Point                                                    | Cullman                                                                             | 34°14′N 86°58′O / 34.24, -86.96                                   | 23:48                                                         |                                                               | Extensos daños en árboles y viviendas móviles |  |
| EF1 | Wateroak                                                      | Hale, Bibb                                                                          | 32°51′N 87°29′O / 32.85, -87.48                                   | 23:50                                                         | 5.5 millas                                                    | Daños en una casa móvil |  |
| EF? | E de Ashville                                                 | St. Clair                                                                           | 33°50′N 86°16′O / 33.83, -86.26                                   | 23:50                                                         |                                                               | Extensos daños en árboles y viviendas destruidas |  |
| EF? | West Point                                                    | Cullman                                                                             | 34°14′N 86°58′O / 34.24, -86.96                                   | 00:12                                                         |                                                               | Tornado reportado tocando tierra |  |
| EF? | Ohatchee                                                      | Calhoun                                                                             | 33°47′N 86°01′O / 33.78, -86.02                                   | 00:15                                                         |                                                               | Múltiples daños alrededor de Ohatchee. |  |
| EF? | 5 millas al N de Lisman                                       | Choctaw                                                                             | 32°14′N 88°16′O / 32.24, -88.27                                   | 00:25                                                         |                                                               | Personas atrapadas, heridos. |  |
| EF? | 1 milla al ESE de Cromwell                                    | Choctaw                                                                             | 32°13′N 88°16′O / 32.22, -88.26                                   | 00:27                                                         |                                                               | EMA reportó un tornado entre Cromwell y Yantley. |  |
| EF? | 5 millas al NO de Deas                                        | Choctaw                                                                             | 32°17′N 88°10′O / 32.28, -88.17                                   | 00:33                                                         |                                                               | Tres casas móviles dañadas a lo largo de la Carretera 17. |  |
| EF? | NO de Jacksonville                                            | Calhoun                                                                             | 33°49′N 85°46′O / 33.81, -85.76                                   | 01:01                                                         |                                                               | Mt. Gilead recibe extensos daños |  |
| EF? | Hanceville                                                    | Cullman                                                                             | 34°04′N 86°46′O / 34.06, -86.76                                   | 01:01                                                         |                                                               | Tornado reportado a lo largo de la Carretera 91. |  |
| EF? | N de Wilsonville                                              | Shelby                                                                              | 33°14′N 86°29′O / 33.24, -86.48                                   | 01:08                                                         |                                                               | Extensos daños en tendido eléctrico. Sin electricidad |  |
| EF4 | Lake Martin                                                   | Elmore, Tallapoosa, Chambers                                                        | 32°37′N 86°12′O / 32.62, -86.20                                   | 01:12                                                         |                                                               | 9 muertes - Extensos daños en árboles y viviendas destruidas, carros lanzados a más de 100 yardas de distancia |  |
| EF? | Santuck                                                       | Elmore                                                                              | 32°38′N 86°08′O / 32.63, -86.13                                   | 01:24                                                         |                                                               | Daños estructurales en el área de Dexter Road en Santuck. |  |
| EF? | Dadeville                                                     | Tallapoosa                                                                          | 32°50′N 85°46′O / 32.83, -85.77                                   | 02:10                                                         |                                                               | Dadeville recibió el impacto directo. Extensos daños en viviendas. |  |
| EF? | 5 millas al S de Dadeville                                    | Tallapoosa                                                                          | 32°46′N 85°46′O / 32.76, -85.77                                   | 02:33                                                         |                                                               | Árboles y escombros bloqueando la Carretera 49 cerca de Stillwater. |  |
| EF? | Albertville                                                   | Marshall                                                                            | 34°16′N 86°13′O / 34.26, -86.21                                   | 23:03                                                         |                                                               | Tornado reportado |  |
| EF4 | Trenton, GA (1.º tornado)                                     | Jackson, Dade (GA), Walker (GA)                                                     |                                                                   | desconocido                                                   | 18 millas (29,0 km)                                           | 6 muertes – Tornado de categoría EF-4 con vientos de hasta 190 mph. Extensos daños estructurales, con miles de árboles arrancados. Otras 12 resultaron heridas. |  |
| EF4 | Ringgold, GA                                                  | DeKalb, Walker (GA), Catoosa (GA), Hamilton (TN)                                    | 34°55′N 85°08′O / 34.91, -85.13                                   | 00:45                                                         | desconocido                                                   | 7 muertes – 12 viviendas destruidas y otras 75 fueron dañadas por un tornado. Al menos 30 personas resultaron heridas, otras de gravedad. |  |
| EF1 | Pisgah                                                        | Jackson                                                                             |                                                                   | desconocido                                                   | desconocido                                                   | Daños estructurales en algunas viviendas, probablemente el tornado cruzó a Georgia |  |
| Tennessee |                                                               |                                                                                     |                                                                   |                                                               |                                                               | |  |
| EF2 | Lookout Mountain                                              | Hamilton                                                                            | 35°01′N 85°21′O / 35.01, -85.35                                   | 12:55                                                         | 1,5 millas (2,4 km)                                           | Tornado alcanzó las 500 yardas de ancho. |  |
| EF1 | Red Bank                                                      | Hamilton                                                                            |                                                                   | 13:04                                                         | 2 millas (3,2 km)                                             | Tornado alcanzó las 250 yardas de ancho. |  |
| EF1 | Cerca de Hixson                                               | Hamilton                                                                            |                                                                   | 13:08                                                         | 0,5 millas (0,8 km)                                           | Tornado alcanzó las 100 yardas de ancho. |  |
| EF2 | Counce                                                        | Hardin                                                                              | 35°01′N 88°16′O / 35.02, -88.27                                   | 21:10                                                         | 3,85 millas (6,2 km)                                          | Un sinnúmero de viviendas dañadas |  |
| EF1 | Spring City                                                   | Rhea                                                                                |                                                                   | 13:04                                                         | 1,5 millas (2,4 km)                                           | Tornado alcanzó las 75 yardas de ancho sobre Spring City. |  |
| EF3 | Graysville                                                    | Bledsoe                                                                             | 35°01′N 85°21′O / 35.01, -85.35                                   | 05:30                                                         | 9 millas (14,5 km)                                            | 4 muertes – Tornado destruye siete viviendas en el condado de Bledsoe. |  |
| EF2 | NNO de Cleveland                                              | Bradley                                                                             | 35°14′N 84°54′O / 35.24, -84.90                                   | 13:45                                                         | 2 millas (3,2 km)                                             | Tres viviendas móviles fueron destruidas y otras personas resultaron heridas |  |
| EF1 | Knoxville                                                     | Knox                                                                                |                                                                   | 01:00                                                         | 1 milla (1,6 km)                                              | Tornado inicia en Old Settlers Trail y termina cerca de Wye Lane. |  |
| EF0 | Loudon                                                        | Loudon                                                                              |                                                                   | 00:00                                                         | 1 milla (1,6 km)                                              | Tornado toca tierra cerca de Greenback. |  |
| EF1 | Cleveland                                                     | Bradley                                                                             |                                                                   | 23:30                                                         | 2,5 millas (4 km)                                             | |  |
| EF1 | East Ridge                                                    | Hamilton                                                                            |                                                                   | 23:16                                                         | desconocido                                                   | |  |
| EF1 | NO de Maryville                                               | Blount                                                                              |                                                                   | 01:09                                                         | desconocido                                                   | |  |
| EF2 | SE de Birchwood                                               | Meigs                                                                               | 35°19′N 84°56′O / 35.31, -84.93                                   | 13:45                                                         | desconocido                                                   | Se reporta de posible tornado. Algunas viviendas dañadas y otras destruidas. |  |
| EF? | SSO de Decatur                                                | Meigs                                                                               | 35°26′N 84°50′O / 35.43, -84.84                                   | 13:48                                                         |                                                               | Se reporta de posible tornado por las autoridades locales, y se reportan cableado eléctrico caído. |  |
| EF? | SE de Lawrenceburg                                            | Lawrence                                                                            | 35°10′N 87°20′O / 35.16, -87.34                                   | 15:37                                                         |                                                               | Se reporta tornado, causando daños |  |
| EF1 | O de Cleveland                                                | Bradley                                                                             | 35°11′N 84°53′O / 35.18, -84.89                                   | 19:36                                                         | 2 millas (3,2 km)                                             | |  |
| EF2 | Camp Creek                                                    | Greene                                                                              | 36°05′N 82°46′O / 36.09, -82.77                                   | 02:56                                                         | desconocido                                                   | 10 muertes – Daños dispersos en el área de Camp Creek. |  |
| EF3 | Horse Creek                                                   | Greene                                                                              | 36°07′N 82°40′O / 36.12, -82.66                                   | 04:03                                                         | desconocido                                                   | 1+ muerto- Devastación en la parte sur centro de Horse Creek y Cassi Creek. |  |
| EF4 | Apison                                                        | Hamilton, Bradley, Polk                                                             |                                                                   | 00:29                                                         | 35 millas (56,3 km)                                           | 13 muertos – Tornado de media milla de ancho hace estragos. Posiblemente el mismo tornado que pasó por Ringgold. |  |
| EF1 | Summertown                                                    | Lawrence                                                                            |                                                                   | desconocido                                                   | 3 millas (4,8 km)                                             | Un herido |  |
| EF0 | Murfreesboro                                                  | Rutherford                                                                          |                                                                   | desconocido                                                   | desconocido                                                   | Tornado en Murfreesboro |  |
| EF0 | Rockvale                                                      | Rutherford                                                                          |                                                                   | desconocido                                                   | desconocido                                                   | Árboles arrancados |  |
| Ontario |                                                               |                                                                                     |                                                                   |                                                               |                                                               | |  |
| F? | Blandford-Blenheim                                            | Oxford                                                                              |                                                                   | 19:03                                                         |                                                               | La Policía Provincial de Ontario reporta la formación de un posible tornado con daños en el pueblo de Blandford-Blenheim. |  |
| F? | Ayr                                                           | Waterloo                                                                            |                                                                   | 19:18                                                         |                                                               | Posible tornado. Sin daños |  |
| F0 | Fergus                                                        | Wellington                                                                          |                                                                   | 19:30                                                         |                                                               | Sin clasificación oficial. Daños menores a estructuras. |  |
| F? | East Garafraxa                                                | Dufferin                                                                            |                                                                   | 19:45                                                         |                                                               | Daños severos |  |
| Arkansas |                                                               |                                                                                     |                                                                   |                                                               |                                                               | |  |
| EF0 | Ferguson, Coahoma                                             | Phillips (AR), Coahoma (MS)                                                         | 34°08′N 90°59′O / 34.13, -90.98                                   | 22:30                                                         | 17,8 millas (28,6 km)                                         | Una iglesia recibió daños en el techo |  |
| EF0 | Elaine, Lula                                                  | Phillips (AR), Coahoma (MS), Tunica (MS)                                            | 34°20′N 90°50′O / 34.33, -90.84                                   | 22:16                                                         | 21,58 millas (34,7 km)                                        | Daños en el techo de Friars Point MS. Numerosos árboles arrancados de raíz |  |
| Indiana |                                                               |                                                                                     |                                                                   |                                                               |                                                               | |  |
| EF? | O de Plainfield                                               | Hendricks                                                                           | 39°42′N 86°26′O / 39.70, -86.43                                   | 23:37                                                         |                                                               | Daños reportados |  |
| Misuri |                                                               |                                                                                     |                                                                   |                                                               |                                                               | |  |
| EF? | O de Chaffee                                                  | Scott                                                                               | 37°11′N 89°42′O / 37.18, -89.70                                   | 21:10                                                         |                                                               | |  |
| Virginia |                                                               |                                                                                     |                                                                   |                                                               |                                                               | |  |
| EF1 | ENE de Goochland                                              | Goochland                                                                           | 37°43′N 77°49′O / 37.71, -77.81                                   | 23:25                                                         | desconocido                                                   | [ 16 ] |  |
| EF0 | S de Abingon                                                  | Washington                                                                          |                                                                   | 03:15                                                         | 2 millas (3,2 km)                                             | Pequeño tornado |  |
| EF2 | NO de Halifax                                                 | Halifax                                                                             | 36°49′N 79°02′O / 36.82, -79.03                                   | 00:45                                                         | 13,4 millas (21,6 km)                                         | 1 muerte – Tornado tocó tierra a siete millas al noroeste de Halifax viajando al noereste causando daños a entre 20-30 viviendas, ocho heridos y un fatalidad. El tornado alcanzó vientos de hasta 125 y un recorrido de hasta 350 yardas. |  |
| EF0 | Bristow                                                       | Prince William                                                                      |                                                                   | 02:57                                                         | >0,5 millas (0,8 km)                                          | Tornado toca tierra en New Britstow dañando una plaza comercial |  |
| EF1 | S de Ladysmith                                                | Caroline                                                                            | 37°56′N 77°31′O / 37.94, -77.52                                   | 00:55                                                         | desconocido                                                   | [ 16 ] |  |
| EF? | 1 milla al E de Christian, VA                                 | Augusta                                                                             | 38°11′N 79°13′O / 38.18, -79.21                                   | 06:31                                                         | 4 millas (6,4 km)                                             | Tornado recorre 4 millas. No hay clasificación. Varios edificios destruidos, incluido viviendas y árboles arrancados de raíz. |  |
| Georgia |                                                               |                                                                                     |                                                                   |                                                               |                                                               | |  |
| EF3 | NE de Gray                                                    | Meriwether, Spalding, Henry                                                         | 33°20′N 84°20′O / 33.34, -84.33                                   | 04:24                                                         | 20 millas (32,2 km)                                           | 2 muertes – Numerosas viviendas dañadas o destruidas. Las dos víctimas mueren en casas móviles. |  |
| EF? | Trenton (2.º tornado)                                         | Dade                                                                                |                                                                   |                                                               |                                                               | Pequeño tornado reportado |  |
| EF3 | Mountain City                                                 | Rabun                                                                               |                                                                   | 03:00                                                         | 3,5 millas (5,6 km)                                           | 1 muerto - Clasificación preliminar. Varias personas desaparecidas. |  |
| EF? | Cave Spring a Jasper                                          | Floyd, Pickens                                                                      |                                                                   |                                                               |                                                               | Tornado reportados tocando tierra. La misma supercélula que formó los tornados de Tuscaloosa y Birmingham. |  |
| EF3 | S de Jackson                                                  | Pike, Lamar, Monroe, Butts                                                          | 33°10′N 84°02′O / 33.17, -84.04                                   | 05:00                                                         | 30 millas (48,3 km)                                           | 2 muertes – Tornado tocó tierra a 4 millas al sur de Meansville moviéndose al este a 30 millas a través de los condados de Pike, Lamar, Monroe hasta disiparse en el condado de Butts. Numerosas viviendas y una iglesia fueron destruidos, y tráileres volcados en la I-75. |  |
| Virginia Occidental |                                                               |                                                                                     |                                                                   |                                                               |                                                               | |  |
| EF1 | NN de Richwood                                                | Nicholas                                                                            |                                                                   | 02:58                                                         | 0,73 millas (1,2 km)                                          | Daños reportados |  |
| Maryland |                                                               |                                                                                     |                                                                   |                                                               |                                                               | |  |
| EF0 | Camp Springs                                                  | Prince George                                                                       |                                                                   | 23:16                                                         | >0,8 millas (1,3 km)                                          | Numerosos árboles arrancados de raíz en la Base de la Fuerza Aérea Andrews. |  |
| Fuentes: SPC Storm Reports for 04/26/11, SPC Storm Reports for 04/27/11, NWS Memphis, [NWS Blacksburg], NWS Greenville-Spartanburg, NWS Jackson, NWS Huntsville, NWS Birmingham, NWS Nashville, NWS Charleston WV, NWS Wilmington OH, [NWS Baltimore/Washington] |                                                               |                                                                                     |                                                                   |                                                               |                                                               | |  |

### 28 de abril
| Lista de tornados reportados – Jueves, 28 de abril de 2011 | Lista de tornados reportados – Jueves, 28 de abril de 2011 | Lista de tornados reportados – Jueves, 28 de abril de 2011 | Lista de tornados reportados – Jueves, 28 de abril de 2011 | Lista de tornados reportados – Jueves, 28 de abril de 2011 | Lista de tornados reportados – Jueves, 28 de abril de 2011 | Lista de tornados reportados – Jueves, 28 de abril de 2011 |
| --- | ---------------------------------------------------------- | ---------------------------------------------------------- | ---------------------------------------------------------- | ---------------------------------------------------------- | ---------------------------------------------------------- | --- |
| EF# | Ubicación                                                  | Condado/Parroquia                                          | Coord.                                                     | Tiempo (UTC)                                               | Longitud del recorrido                                     | Comentarios/Daños |
| Maryland |                                                            |                                                            |                                                            |                                                            |                                                            | |
| EF0 | Westminster                                                | Carroll                                                    |                                                            | 11:46                                                      | >0,6 millas (1 km)                                         | Tornado arrancó varios árboles en Westminster. |
| EF0 | Cerca de Hampstead                                         | Baltimore                                                  |                                                            | 12:09                                                      | >1,1 millas (1,8 km)                                       | Varios árboles arrancados de raíz en Marshall Mill Road. |
| EF1 | Breton Bay                                                 | St. Mary's                                                 |                                                            | 15:20                                                      | >3,3 millas (5,3 km)                                       | Tornado snapped and uprooted several trees, caused minor home damage and destroyed outbuildings in the town of Breton Bay. |
| Virginia |                                                            |                                                            |                                                            |                                                            |                                                            | |
| EF2 | Fulks Run to Saint Luke                                    | Rockingham, Shenandoah                                     |                                                            | 06:12                                                      | >33,2 millas (53,4 km)                                     | Tornado leveled an agricultural chicken building down to the fountation as well as damaging several homes. |
| EF1 | Churchville                                                | Augusta                                                    |                                                            | 06:31                                                      | >4 millas (6,4 km)                                         | Several homes damaged and outbuildings destroyed. |
| EF1 | Linville                                                   | Rockingham                                                 |                                                            | 07:01                                                      | >0,9 millas (1,4 km)                                       | Numberous large trees uprooted near a horse farm. |
| EF0 | Cerca de Middletwon                                        | Shenandoah, Frederick                                      |                                                            | 07:35                                                      | >4,3 millas (6,9 km)                                       | Several trees snapped or uprooted and a house a minor roof damage. |
| EF1 | Keezletown                                                 | Rockingham                                                 |                                                            | 07:56                                                      | >1,8 millas (2,9 km)                                       | Tornado damaged a peach farm and two homes near Harrisonburg. |
| EF2 | NO de Chilhowie                                            | Washington, Smyth                                          | 36°49′N 81°43′O / 36.81, -81.72                            | 05:15                                                      | 2,8 millas (4,5 km)                                        | Three mobile homes were destroyed and several houses sustained significant damage. One person sustained minor injuries. |
| EF3 | Glade Spring                                               | Washington                                                 | 36°28′N 81°28′O / 36.47, -81.46                            | 01:12                                                      | 4,5 millas (7,2 km)                                        | 4 deaths - Significant damage to homes and businesses, truck stop destroyed. Significant damage to trees. Damage to interstate (possibly from tractor trailers falling on road surface). Happened in the vicinity of exit 29 on I-81 |
| EF1 | 1 N de Coatesville (Beaverdam)                             | Hanover                                                    | 37°53′N 77°37′O / 37.89, -77.61                            | 15:28                                                      | 2 millas (3,2 km)                                          | NWS Storm Survey found damage consistent with an EF1 tornado. Damage was also noted along a nearly continuous path approximately 2 miles long... 100 to 150 yards wide near intersection of old ridge road and coatesville road in Beaverdam. A more detailed preliminary assessment will be completed and transmitted by NWS AKQ by Monday 5/2  |
| New York |                                                            |                                                            |                                                            |                                                            |                                                            | |
| EF2 | Erin                                                       | Chemung                                                    | 42°11′N 76°40′O / 42.18, -76.67                            | 05:25                                                      | desconocido                                                | Several houses were severely damaged. |
| EF1 | Frankfort                                                  | Herkimer                                                   | 43°01′N 75°11′O / 43.02, -75.18                            | 09:04                                                      | 2 millas (3,2 km)                                          | Several houses sustained structural damage and trees were uprooted. |
| Georgia |                                                            |                                                            |                                                            |                                                            |                                                            | |
| EF1 | Madison                                                    | Newton, Morgan y Greene                                    | 33°31′N 83°43′O / 33.52, -83.71                            | 06:11                                                      | 25 millas (40,2 km)                                        | Thousands of trees downed. One shopping center in Madison received major roof damage, and at least 50 structures were damaged by falling trees. |
| EF1 | SO de Norwood                                              | Warren                                                     |                                                            | 07:38                                                      | 8 millas (12,9 km)                                         | Falling trees damaged eight structures, while hundreds of other trees were downed. |
| Pensilvania |                                                            |                                                            |                                                            |                                                            |                                                            | |
| EF2 | SO de Lewisberry                                           | York                                                       | 40°06′N 76°55′O / 40.10, -76.92                            | 10:00                                                      | 3,2 millas (5,1 km)                                        | Tornado touched down near Ski Roundtop. Caused damage to a steel building that housed equipment for the ski patrol. Caused tree damage. |
| EF1 | Palmyra                                                    | Lebanon                                                    | 40°19′N 76°35′O / 40.31, -76.58                            | 10:25                                                      | desconocido                                                | Tornado ripped a roof off an apartment house, threw debris into a car dealership across the street damaging vehicles on the lot. Nearby homes sustained roof damage. A back porch is reported to be ripped from a home and thrown a half-block away. Trees had been uprooted. The tornado was on the ground for 2-3 minutes. No one was injured. |
| EF2 | Ono                                                        | Lebanon                                                    | 40°25′N 76°33′O / 40.41, -76.55                            | 12:11                                                      | 2 millas (3,2 km)                                          | One barn destoryed, two others damaged. Other out buildings sustained damage. Trees were knocked down. Two steel high voltage electricity pylons were knocked down by the tornado. A cow was injured. |
| Carolina del Sur |                                                            |                                                            |                                                            |                                                            |                                                            | |
| EF1 | NE de St. Matthews                                         | Calhoun                                                    | 33°45′N 80°41′O / 33.75, -80.68                            | 11:40                                                      | desconocido                                                | Tornado touched down near Fort Motte causing damage to trees and powerlines. |
| EF1 | SO de Millwood                                             | Sumter                                                     | 33°51′N 80°26′O / 33.85, -80.43                            | 11:50                                                      | 12 millas (19,3 km)                                        | Tornado touched down along an intermittent 12 mile long path, numerous tree damage and minor roof damage. |
| EF0 | NO de Turbeville                                           | Sumter                                                     | 33°55′N 80°04′O / 33.91, -80.06                            | 12:11                                                      | 2 millas (3,2 km)                                          | Brief tornado touchdown |
| Carolina del Norte |                                                            |                                                            |                                                            |                                                            |                                                            | |
| EF1 | NNO de Taylorsville                                        | Alexander                                                  |                                                            | 07:30                                                      | 5 millas (8 km)                                            | 50-75 yards wide. |
| EF0 | Bolton Area                                                | Columbus                                                   |                                                            | 22:43                                                      | 0,6 millas (1 km)                                          | Half a dozen trees snapped or uprooted. A shed was damaged. |
| EF1 | SO de Atkinson                                             | Pender                                                     |                                                            | 20:05                                                      | 0,3 millas (0,5 km)                                        | Extreme damage to two grain silos. |
| EF0 | Cerca de Atkinson                                          | Pender                                                     |                                                            | 20:51                                                      | 6,3 millas (10,1 km)                                       | Minor damage to three homes in the area. |
| EF1 | WSW of Watha                                               | Pender                                                     |                                                            | 21:00                                                      | 3,1 millas (5 km)                                          | Caused substantial damage to a large storage building. |
| EF0 | Willard                                                    | Pender                                                     |                                                            | 20:55                                                      | 0,2 millas (0,3 km)                                        | Tornado slammed into a turkey house causing significant damage and killed a number of turkeys. |
| EF1 | SE de Lenoir                                               | Caldwell                                                   |                                                            | 07:20                                                      | 4,5 millas (7,2 km)                                        | Preliminary rating. |
| EF1 | Rose Hill                                                  | Duplin                                                     |                                                            | 19:00                                                      | >1,5 millas (2,4 km)                                       | A hog farm was destroyed and its debris was scattered hundreds of yards through a farm. |
| EF0 | Fort Barnwell                                              | Craven                                                     |                                                            | 20:20                                                      | desconocido                                                | Trees and powerlines down along Bell Town Road. |
| Florida |                                                            |                                                            |                                                            |                                                            |                                                            | |
| EF1 | Marianna                                                   | Jackson                                                    |                                                            | 09:50                                                      | 3 millas (4,8 km)                                          | Touched down at the Marianna Municipal Airport destroying many private aircraft. |
| Fuentes: SPC Storm Reports for 04/27/11, SPC Storm Reports for 04/27/11 [http://forecast.weather.gov/product.php?site=NWS&product=PNS&issuedby=MEG NWS Memphis, NWS Albany, NWS Binghamton, NWS Blacksburg , |                                                            |                                                            |                                                            |                                                            |                                                            | |